# Every Rose Has Its Thorn
"Every Rose Has Its Thorn" é uma canção do álbum Can't Be Tamed, da cantora pop americana Miley Cyrus. É uma versão da música da banda Poison que atingiu o 13 lugar em UK em 1988. A versão de Miley atingiu o pico de 63 na Australian ARIA Singles Chart, 70 na Canadian Hot 100 e 104 na Billboard Hot 100.

## Lançamento
A música na verdade foi feita pela banda americana Poison em 1988, fazendo grande sucesso. Foi regravada por vários artistas dentre eles Miley Cyrus que gravou mais músicas com o compositor Bret Michaels, como Nothing to Lose.
A canção estava prevista para ser lançada como single em novembro de 2010 mas a gravadora prefiriu não lançá-la por motivos desconhecidos, mas em março em entrvista ao E! News o compositor da canção, Bret Michaels confimou o lançamento da canção para 2011.
| “ | Seria uma música na qual Miley poderia dar uma passo a frente em sua carreira, algo diferente, e por causa disso, eles voltaram atrás. | ” |

A canção foi lançada no iTunes no dia 17 de junho de 2011. A canção só foi lançada como single promocional na Austrália e mais tarde na Nova Zelândia. A canção só foi lançada no formato de download digital.

## Divulgação

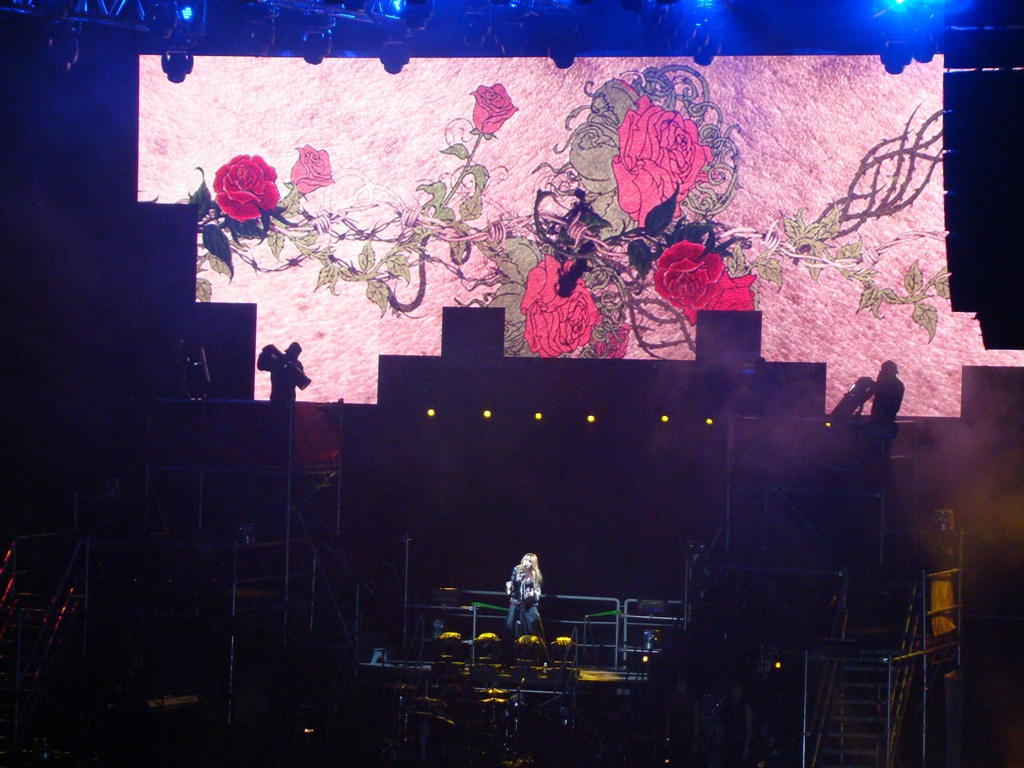
Miley Cyrus Cantando Every Rose Has Its Thorn

Miley cantou a canção no Good Morning America ao lado de Bret Michaels, na boate House of Blues como parte de divulgação do album Can't Be Tamed e no evento “So The World May Hear Gala“, o single foi para divulgar a Gypsy Heart Tour na Austrália e na Nova Zelândia.
Um video clipe não oficial foi lançado, gravado em Buenos Aires na Argentina durante a
Gypsy Heart Tour. A canção tambem foi apresentada na segunda temporada da serie america Glee.

## Desempenho gráfico
A canção estreou na posição 90° na Australian ARIA Singles Chart devido ao número de downloads da canção após o lançamento do álbum Can't Be Tamed. Depois do lançamento do single a canção atingiu a posição 63° na Australian ARIA Singles Chart e 20° na New Zealand Singles Chart onde teve seu maior pico. Já na Irlanda a canção apareceu com pico de numero 33 no Irish Singles Chart.
Apersar de não ter sido lançada como single nos Estados Unidos e no Canadá, "Every Rose Has Its Thorn" consegui posicionar nas paradas de singles dos países. A canção atingiu o pico de 104º na Billboard Hot 100 e 65° na Pop Songs nos Estados Unidos e no Canadá alcançou a pico de 70° na Canadian Hot 100.

## Lista de faixas
A versão digital de "Every Rose Has Its Thorn" foi lançada na iTunes Store, contém apenas uma faixa com duração de três minutos e quarenta e oito segundos.
| Download digital |                            |                |         |  |
| N.º              | Título                     | Compositor(es) | Duração |  |
| 1.               | "Every Rose Has Its Thorn" | Bret Michaels  | 3:48    |  |

## Paradas musicais
| Parada (2009)                     | Melhor posição |
| --------------------------------- | -------------- |
| Australian ARIA Singles Chart     | 63             |
| Nova Zelândia (Recorded Music NZ) | 20             |
| Irish Singles Chart               | 33             |
| Canadian Hot 100                  | 70             |
| Estados Unidos Billboard Hot 100  | 104            |
| Billboard Pop Songs               | 65             |